# Cantone di Goncelin
Il Cantone di Goncelin era una divisione amministrativa dell'arrondissement di Grenoble.
A seguito della riforma approvata con decreto del 18 febbraio 2014, che ha avuto attuazione dopo le elezioni dipartimentali del 2015, è stato soppresso.

## Composizione
Comprendeva i comuni di:
- Les Adrets
- Le Champ-près-Froges
- Le Cheylas
- Froges
- Goncelin
- Hurtières
- Morêtel-de-Mailles
- La Pierre
- Pontcharra
- Saint-Maximin
- Tencin
- Theys